# Василевичи (станция)
Василевичи (бел. Васілевічы) — железнодорожная станция в городе районного подчинения Василевичи Речицкого района Гомельской области Белоруссии. Располагается на пересечении однопутных тепловозных линий Гомель — Лунинец — Брест (между станциями Бабичи и Нахов) и Василевичи — Хойники. В границах станции находятся платформы: Ведрич (на Гомельском направлении), Защобье и Макановичи (на Хойникском направлении). Станция была открыта в 1886 в составе линии Гомель—Брест. В 1911 году была построена линия на Хойники, и станция стала узловой.

## Расписание движения

### Поезда дальнего следования
На станции останавливаются все проходящие по линии поезда дальнего следования.
| Номер | Маршрут         | Номер | Маршрут         |
| ----- | --------------- | ----- | --------------- |
| 602   | Гомель — Полоцк |       |                 |
| 603   | Гомель — Брест  | 604   | Брест — Гомель  |
| 609   | Гомель — Гродно | 610   | Гродно — Гомель |
| 621   | Гомель — Минск  | 622   | Минск — Гомель  |
| 669   | Гомель — Минск  | 670   | Минск — Гомель  |
| 675   | Гомель — Брест  | 676   | Брест — Гомель  |

### Пригородные поезда
Пригородные поезда связывают Василевичи с городами Гомель, Речица, Хойники, Калинковичи.
| Маршрут                     | Отправление | Маршрут                     | Отправление |
| --------------------------- | ----------- | --------------------------- | ----------- |
| Калинковичи — Гомель        | 5:00        | Гомель — Калинковичи        | 20:14       |
| Калинковичи — Хойники       | 6:14        | Хойники — Калинковичи       | 1:13        |
| Калинковичи — Гомель        | 8:30        | Гомель — Калинковичи        | 16:46       |
| Василевичи — Хойники        | 8:40        |                             |             |
| Гомель — Калинковичи        | 9:23        | Калинковичи — Гомель        | 13:45       |
| Калинковичи — Гомель        | 10:47       | Гомель — Калинковичи        | 21:58       |
| Гомель — Калинковичи        | 11:22       | Калинковичи — Гомель        | 17:41       |
| Гомель — Муляровка          | 11:38       | Муляровка — Гомель          | 16:03       |
| Гомель/Василевичи — Хойники | 13:03       | Василевичи/Хойники — Гомель | 16:10       |
| Гомель — Калинковичи        | 16:03       | Калинковичи — Гомель        | 18:48       |
| Василевичи — Хойники        | 18:55       |                             |             |
| Василевичи — Хойники        | 22:55       |                             |             |